# Gryllotalpa krishnani
Gryllotalpa krishnani is een rechtvleugelig insect uit de familie veenmollen (Gryllotalpidae). De wetenschappelijke naam van deze soort is voor het eerst geldig gepubliceerd in 2012 door Arun Prasanna, Anbalagan, Pandiarajan, Dinakaran & Krishnan.